# Alfred Haller
Alfred Haller (* 4. April 1903 in Klein-Marwitz, Kreis Preußisch Holland; † nach 1967) war ein deutscher Einzelhandelskaufmann und Politiker der DDR-Blockpartei Liberal-Demokratische Partei Deutschlands (LDPD).

## Leben
Haller stammte aus der Familie eines Reichsbahnassistenten. Nach der Schule schlug er eine kaufmännische Ausbildung ein und wurde Einzelhandelskaufmann und Kommissionär in Großbeeren, Kreis Zossen.

## Politik
Er trat der 1945 in der Sowjetischen Besatzungszone neugegründeten LDPD bei. Bei den Wahlen zur Volkskammer der DDR war Haller Kandidat der Nationalen Front der DDR. Von 1963 bis 1967 war er Mitglied der LDPD-Fraktion in der Volkskammer.